# واحد توان کمکی

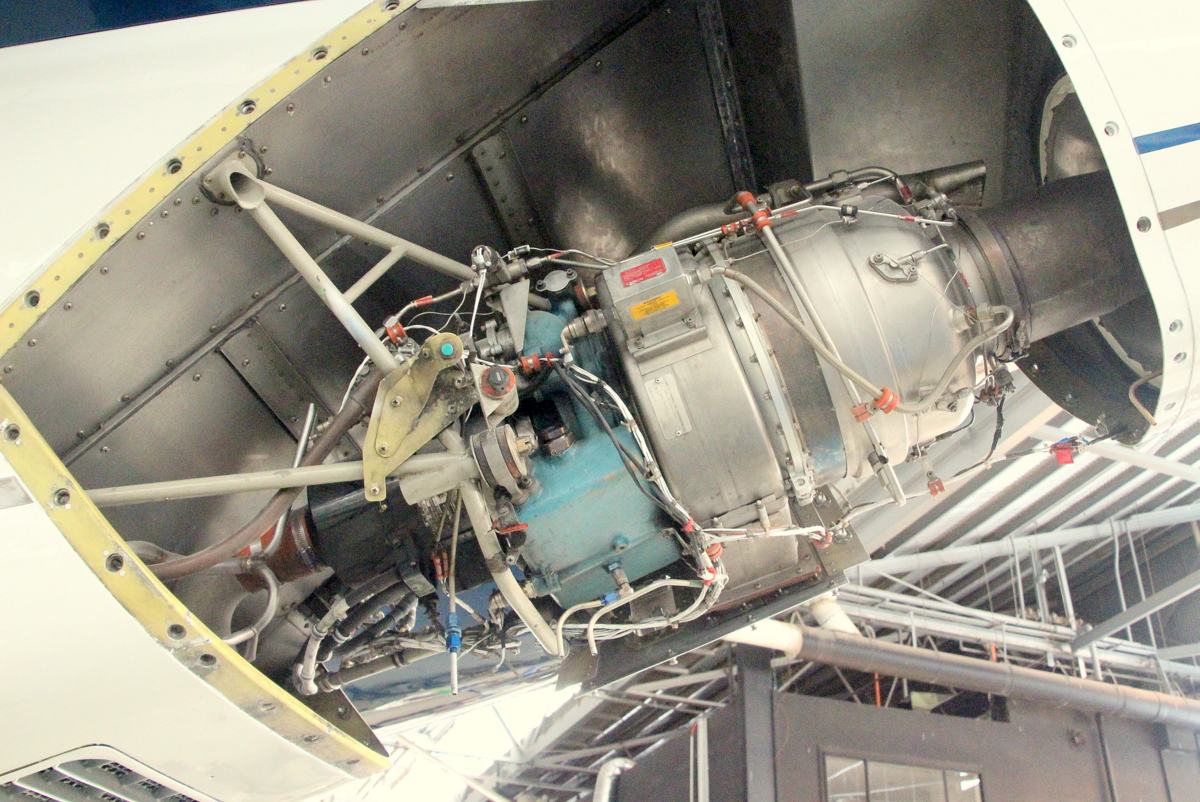
یک واحد توان کمکی نصب شده روی دم یک جت تجاری.

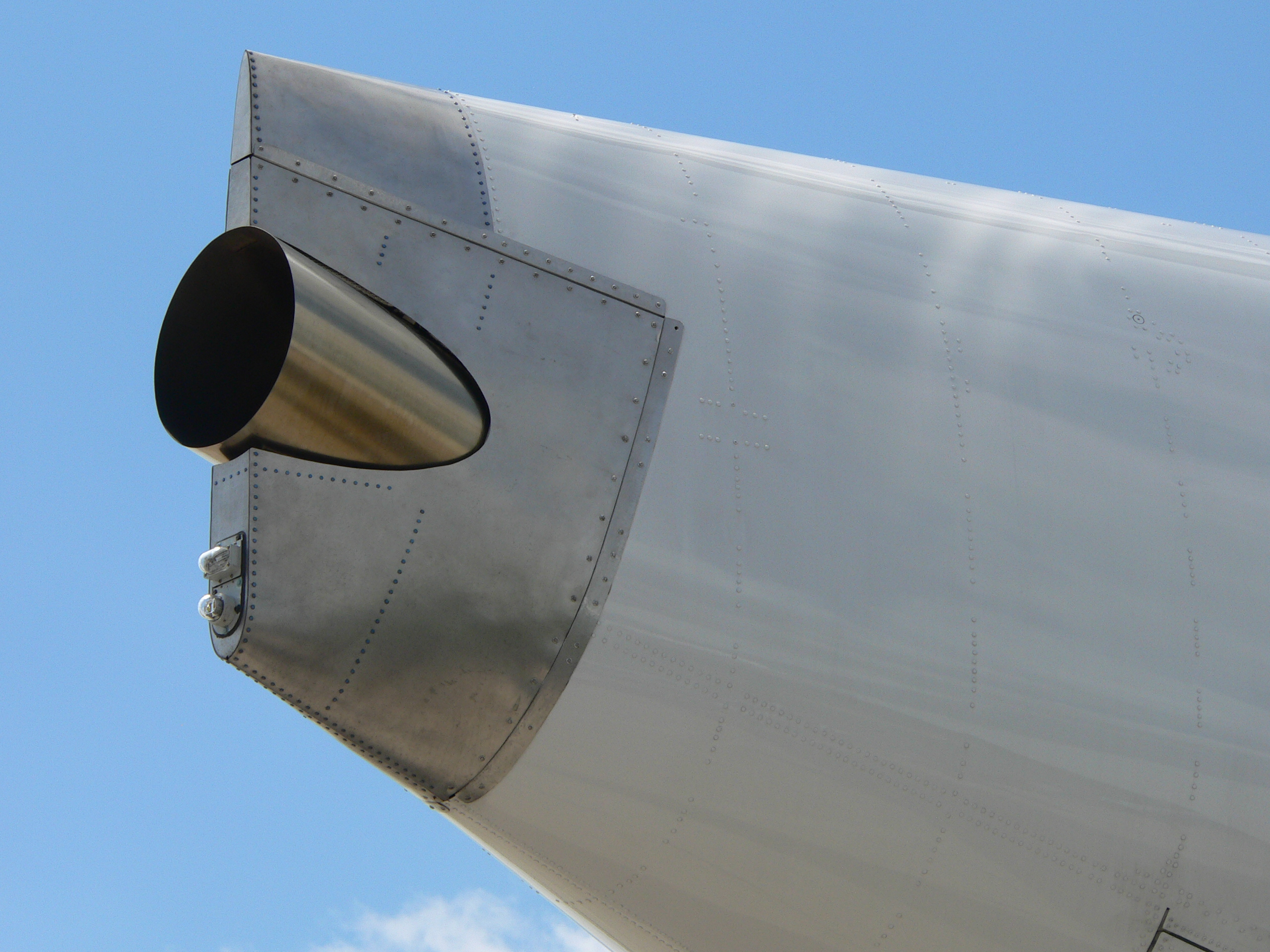
اگزوز واحد توان کمکی هواپیمای ایرباس آ۳۸۰.

واحد توان کمکی (به انگلیسی: Auxiliary power unit) به اختصار (APU) یک دستگاه در داخل یک وسیله نقلیه است که انرژی را برای مصارف غیر از نیروی محرکه و پیشرانش فراهم می‌کند. این واحدها معمولاً در هواپیماهای بزرگ و کشتی‌های دریایی و همچنین برخی از وسایل نقلیه بزرگ زمینی یافت می‌شوند. واحد توان کمکی هواپیماها به‌طور کلی برق ۱۱۵ ولت جریان متناوب (AC) با فرکانس ۴۰۰ هرتز (به جای ۵۰/۶۰ هرتز در منبع تغذیه) تولید می‌کنند تا برق مورد نیاز سیستم‌های الکتریکی داخل هواپیما را تأمین کنند. برخی دیگر نیز برق جریان مستقیم ۲۸ ولت (DC) تولید می‌کنند. همچنین واحد توان کمکی هواپیماها می‌توانند توان الکتریکی را به صورت تک یا سه فاز تولید کنند. یکی از مهم‌ترین کاربرد های APU در زمان از کار افتادگی موتور هواپیماها در هنگام پرواز است. در این هنگام برای جلوگیری از خاموش شدن سیستم‌های الکترونیکی هواپیما از واحد توان کمکی بهره می‌برند.